# Sidi Aissa Ben Slimane
Sidi Aissa Ben Slimane (en àrab سيدي عيسى بن سليمان, Sīdī ʿĪsà ibn Sulaymān; en amazic ⵙⵉⴷⵉ ⵄⵉⵙⴰ ⴱⵏ ⵙⵍⵉⵎⴰⵏ) és una comuna rural de la província d'El Kelâa des Sraghna, a la regió de Marràqueix-Safi, al Marroc. Segons el cens de 2014 tenia una població total de 19.977 persones.